# Артавазд II
Артавазд II (на арменски: Արտավազդ Երկրորդ) е цар на Велика Армения от 53 до 34 пр.н.е. Според Плутарх, Артавазд е бил образован човек, който се интересувал от гръцка трагедия и история.

## Управление
Той наследява баща си Тигран Велики. Артавазд е съюзник на Рим, но когато Ород II от Партия нахлува в Армения и побеждава римският генерал Марк Лициний Крас в последвалата битка при Кара през 53 пр.н.е., Артавазд е принуден да се присъедини към партите. Той дава сестра си за съпруга на Пакор I – син и наследник на Ород II.
През 36 пр.н.е. римският генерал Марк Антоний нахлува в Армения и Артавазд отново сменя страните (преминава към римляните), но след като Антоний напуска Армения и се насочва към Медия Атропатена, арменския цар веднага се отказва от приятелството си с Рим.
През 34 пр.н.е. Марк Антоний планира нова инвазия в Армения. Първоначално праща своя приятел Квинт Делий, който предлага да се сключи годеж между 6-годишния син на Антоний, Александър Хелиос, и дъщерята на Артавазд, но царя отказва. След това триумвира се насочва към Западна Армения и привиква Артавазд в Никополис (Nicopolis), за да обсъдят плановете за нова война срещу партите. Арменският цар не откликва на искането и не идва в Никополис. След отказа, римляните бързо се насочват към арменската столица Арташат. Пленяват царя, след което прекарват известно време в областта, като се надяват да получат голям откуп за Артавазд. Но вместо да бъде платен откуп, за цар и наследник е избран най-възрастния син на Артавазд – Арташес II. След като и Арташес губи битка от римляните, той е принуден да бяга при партите. В крайна сметка Антоний се връща в Александрия, като взима със себе си вече бившия арменски цар Артавазд.

## В плен
Арменският цар и неговото семейство, оковани в златни вериги, участват в триумфа на Антоний. Клеопатра очаква генерала седнала на златен трон, но Артавазд отказва да се поклони пред нея (проскинезис – от гръцки това означавало поклон до земята пред царя).
В миналото арменския цар е бил враг на съименника си – Артавазд I от Мидия Атропатена, който е съюзник на Антоний. След битката при Акциум (31 пр.н.е.), Артавазд е екзекутиран по заповед на Клеопатра и главата му е изпратена на Артавазд I от Мидия Атропатена – като знак на приятелство и за да си осигури неговата подкрепа.